# Characidium purpuratum
Characidium purpuratum és una espècie de peix de la família dels crenúquids i de l'ordre dels caraciformes.

## Morfologia
- Els mascles poden assolir 5,3 cm de llargària total.[5][6]

## Hàbitat
Viu en zones de clima tropical entre 20 °C - 25 °C de temperatura.

## Distribució geogràfica
Es troba a Sud-amèrica: afluents andins de la conca del riu Amazones a l'Equador.